# Мауц, Алисса
Алисса Ли Мауц (англ. Alyssa Lee Mautz; 29 июля 1989, О’Фаллон, Миссури) — американская футболистка, полузащитница.

## Биография
В детстве занималась футболом в команде школы «Форт Зумвалт Уэст». За карьеру в школьном футболе забила 133 гола, неоднократно включалась в символические сборные соревнований на уровне штата и страны, становилась чемпионкой штата среди школьников. Позднее выступала за «Сент-Луис Соккер Клаб», с которым также победила в чемпионате штата.
В 2007 году выступала за команду университета Сент-Луиса, а с января 2008 года играла за команду Техасского университета A&M, где провела три сезона. В одном из матчей, в 2009 году против «Техас Баптист», сделала «хет-трик» и отдала две голевые передачи. Неоднократно включалась в символическую сборную тура в студенческих соревнованиях.
С 2011 года начала играть во взрослых соревнованиях, сначала за клуб «Скай Блю» в лиге WPS. В 2012 году выступала за «Чикаго Ред Старз» в лиге WPSL, просуществовавшей лишь один сезон, и стала вице-чемпионкой соревнований. С 2013 года вместе с «Чикаго» играла в лиге NWSL, провела более 100 матчей за команду. Стала вице-чемпионкой NWSL 2019 года, но сыграла в том сезоне только 3 матча.
Во второй половине 2013 года играла на правах аренды за российский клуб «Зоркий» (Красногорск), куда перешла с группой игроков из США. Первый матч в высшей лиге России сыграла 9 сентября 2013 года против «Измайлово», заменив на 84-й минуте Анастасию Слонову. Первый гол забила в своей второй игре, 13 сентября в ворота клуба «Звезда-2005». Всего в высшей лиге сыграла 9 матчей, забила один гол и стала бронзовым призёром осеннего сезона 2013 года. Принимала участие в матчах женской Лиги чемпионов, где отличилась голом в ворота соперников из Исландии.
Во второй половине 2010-х годов во время зимнего перерыва в американской лиге, играла на правах аренды за австралийские клубы «Перт Глори» и «Аделаида Юнайтед». С командой «Перт Глори» дважды (2016/17, 2018/19) была вице-чемпионкой Австралии.
Выступала за сборные США до 20 и до 23 лет. Победительница чемпионата мира среди 20-летних 2008 года.